# David Sanayek Kapirante
David Sanayek Kapirante (* 20. Mai 2000) ist ein kenianischer Sprinter, der sich auf den 400-Meter-Lauf spezialisiert hat.

## Sportliche Laufbahn
Erste internationale Erfahrungen sammelte David Sanayek Kapirante im Jahr 2017, als er bei den U18-Weltmeisterschaften in Nairobi mit 47,66 s im Halbfinale über 400 Meter ausschied und mit der kenianischen Mixed-Staffel über 4-mal 400 Meter in 3:24,92 min den vierten Platz belegte. 2019 schied sie bei den Juniorenafrikameisterschaften in Abidjan mit 47,92 s im Semifinale über 400 Meter aus und bei den World Athletics Relays 2021 in Chorzów verpasste er mit der 4-mal-400-Meter-Staffel mit 3:10,81 min den Finaleinzug. 2024 schied er bei den Afrikaspielen in Accra mit 46,48 s im Halbfinale über 400 Meter aus und gewann mit der Mixed-Staffel in 3:18,03 min gemeinsam mit Maureen Nyatichi Thomas, Kennedy Kimeu Muthoki und Mary Moraa die Bronzemedaille hinter den Teams aus Nigeria und Botswana. Zudem belegte er mit der Männerstaffel in 3:03,90 min den fünften Platz. Im Mai wurde er bei den World Athletics Relays in Nassau in 3:04,83 min Vierter im A-Lauf der 2. Qualifikationsrunde über 4-mal 400 Meter für die Olympischen Spiele in Paris und verpasste somit eine Direktqualifikation. Anschließend gewann er bei den Afrikameisterschaften in Douala in 3:02,34 min gemeinsam mit Kevin Kipkorir, Kelvin Sane Tauta und Brian Onyari Tinega die Silbermedaille hinter dem botswanischen Team und gelangte mit der Mixed-Staffel mit 3:16,59 min auf Rang vier. Im August verpasste er bei den Olympischen Sommerspielen in Paris mit 3:13,13 min den Finaleinzug in der Mixed-Staffel.

## Persönliche Bestzeiten
- 400 Meter: 45,33 s, 22. Mai 2024 in Nairobi